# Fibroblast
Fibroblasty – komórki zwierzęce wywodzące się z mezodermy, będące najliczniejszymi komórkami tkanki łącznej właściwej. Posiadają jedno okrągłe lub owalne jądro komórkowe, przeważnie z wyraźnym jąderkiem. Aktywne fibroblasty mogą być rozpoznane dzięki szorstkiemu retikulum komórkowemu. Nieaktywne fibroblasty (zwane także fibrocytami) są mniejsze i wrzecionowate, ze zredukowanym retikulum. Fibroblasty i fibrocyty są osiadłe, ale posiadają zdolność do ruchu. Częstość podziałów mitotycznych fibroblastów zwiększa się podczas gojenia się tkanki łącznej, pod wpływem czynnika wzrostu fibroblastów – FGF. Fibroblasty, które mają zdolność do podziałów mitotycznych zwane są często komórkami siateczkowymi.
Fibroblasty produkują:
- kolagen
- włókna istoty międzykomórkowej
- proteoglikany istoty podstawowej

Wydzielają również enzymy: stromelizynę, kolagenazę.
Odmianą fibroblastów są melanofory, a także miofibroblasty.